# Agoncillo (Batangas)
Agoncillo is een gemeente in de Filipijnse provincie Batangas op het eiland Luzon. Bij de laatste census in 2010 telde de gemeente bijna 36 duizend inwoners.

## Geografie

### Bestuurlijke indeling
Agoncillo is onderverdeeld in de volgende 21 barangays:
| - Adia - Bagong Sikat - Balangon - Bilibinwang - Bangin - Banyaga - Barigon - Coral Na Munti - Guitna - Mabini - Pamiga | - Panhulan - Pansipit - Poblacion - Pook - San Jacinto - San Teodoro - Santa Cruz - Santo Tomas - Subic Ibaba - Subic Ilaya |

## Demografie
Agoncillo had bij de census van 2010 een inwoneraantal van 35.794 mensen. Dit waren 1.804 mensen (5,3%) meer dan bij de vorige census van 2007. Ten opzichte van de census van 2000 was het aantal inwoners gegroeid met 9.210 mensen (34,6%). De gemiddelde jaarlijkse groei in die periode kwam daarmee uit op 3,02%, hetgeen hoger was dan het landelijk jaarlijks gemiddelde over deze periode (1,90%).

De bevolkingsdichtheid van Agoncillo was ten tijde van de laatste census, met 35.794 inwoners op 49,96 km², 716,5 mensen per km².
Agoncillo · Alitagtag · Balayan · Balete · Batangas City · Bauan · Calaca · Calatagan · Cuenca · Ibaan · Laurel · Lemery · Lian · Lipa · Lobo · Mabini · Malvar · Mataasnakahoy · Nasugbu · Padre Garcia · Rosario · San Jose · San Juan · San Luis · San Nicolas · San Pascual · Santa Teresita · Santo Tomas · Taal · Talisay · Tanauan · Taysan · Tingloy · Tuy